# Lisímaco Chavarría
Lisímaco Chavarría Palma (San Ramón, 10 de mayo de 1873 - 27 de agosto de 1913) fue un escritor y poeta costarricense. De orígenes humildes y escasa formación académica, en su corta vida logró posicionarse como uno de los poetas más importantes de la literatura costarricense, representante del modernismo en Costa Rica pero desarrollador de un estilo propio, que lo llevó a considerársele un renovador de la poesía lírica nacional. Es Benemérito de las Letras Patrias desde 1994.

## Biografía
Poeta nacido en San Ramón, el 10 de mayo de 1873, en un modesto hogar que tenía su asiento cerca del cementerio de la ciudad. Hijo de Eduardo Chavarría y Teresa Palma. Cursó la enseñanza primaria en su ciudad natal, pero tuvo que abandonar los estudios para dedicarse a la agricultura como medio de subsistencia.
En su juventud se dedicó a la pintura y a la escultura en el taller del maestro Manuel Rodríguez Cruz, como medio para ganarse la vida en una época hostil a las manifestaciones literarias. También trabajó como peón agrícola en San Marcos de Tarrazú. Su deseo por arte lo motivó a viajar a San José, donde trabajó para Pedro Pérez Molina por un corto periodo, para luego trasladarse a Cartago, donde laboró de nuevo como imaginero. Durante esta época aprendió el oficio de relojero, y después fue maestro en una escuela de Tabarcia de Mora y en Santa Rita de Nicoya. En 1901 dirigió la escuela de Santa Ana. Luego de su divorcio en 1905, residió nuevamente en San Ramón. Laboró en sus últimos diez años en la Biblioteca Nacional, gracias a su amigo el poeta Justo A. Facio. La consecución de este empleo le permitió solventar su ingreso económico, permitiéndole cultivar su cultura literaria. En 1907, fue redactor del diario La Prensa Libre.
En medio de sus labores no dejaba de escribir poesía. Publicó su primer poemario, Orquídeas, en 1904, y unos meses después, el segundo, Nómadas, con un prólogo de Antonio Zambrana. Sus primeros escritos, debido a su timidez, los esconde bajo el nombre de Rosa Corrales de Chavarría, su primera esposa. El triunfo del poema El arte, que obtuvo el primer premio en el festival Fiesta del Arte (1905) precipitó una disputa entre Lisímaco y su esposa por la autoría del mismo, lo que precipitó el divorcio. Poco después, se comprobó que Chavarría era el autor, y al año siguiente, dos poemas suyos, Al pensador y Al trabajo, obtuvieron el primer premio de la Fiesta del Arte de ese año. Entre 1905 y hasta su muerte, se dedicará a mejorar su producción poética, publicando sus trabajos en la revista Páginas Ilustradas. También incursionó en el ensayo. En 1904, escribió varios ensayos sobre las artes plásticas, donde destacaba la labor pedagógica de Tomás Povedano en este campo.
En 1907, publicó Añoranzas líricas, e inició sus estudios de pintura en la Escuela de Bellas Artes que dirigió Tomás Povedano. Se le han atribuido varias obras pictóricas de gran calidad cuya autoría no ha podido ser comprobada. En 1908 publicó su libro Desde los Andes, que lo dio a conocer como poeta en Hispanoamérica. Esto permitió que revistas extranjeras comenzaran a publicar sus poemas: France Amerique (París, Francia), Cuba (La Habana, Cuba), América (Nueva York, EE. UU.), Expectación literaria (Alicante, España), El Comercio (Quito, Ecuador), El diario de la tarde (Mazatlán, México). También lo puso en contacto con prestigiosos literatos latinoamericanos. Un poema suyo, El árbol del sendero, ganó un certamen de poesía latinoamericana organizado por la revista neoyorquina América, mientras que en México se le declaró segundo poeta de Hispanoamérica, luego de Rubén Darío.
En 1909, por su Poema del agua, obtuvo el galardón La Flor Natural en los juegos florales de Costa Rica y dos Menciones Honoríficas por Palabras de la momia y Los carboneros. Este premio nacional, marca la consagración de Lisímaco como poeta de una época y lo lanza internacionalmente mediante el reconocimiento de figuras tan prestigiosas como Rubén Darío, Manuel Magallanes Moure, Manuel Baldomero Ugarte, Ismael Urdaneta, José Enrique Rodó, quienes se convirtieron en sus amigos epistolares.
Lisímaco, afectado de tuberculosis, fallece en casa de su madre en San Ramón, la tarde del 27 de agosto de 1913. Fue declarado Benemérito de las Letras Patrias el 27 de abril de 1994 por la Asamblea Legislativa de Costa Rica.

## Obra
La obra de Lisímaco Chavarría se compone principalmente de poesía lírica. Presenta marcados rasgos del modernismo, aunque gran cantidad de sus poemas presentan matices diferentes, sin aferrarse a los lineamientos de dicho movimiento. En su poesía se nota un profundo apego a la tierra, motivado por sus raíces campesinas. Sus primeras obras se sitúan dentro del modernismo simbolista, con una cosmovisión del mundo en que la moral y la espiritualidad son más importantes que la belleza estética. Por esto, no hay en sus obras los aspectos aristocratizantes y cosmopolitas propios del modernismo parnasiano.
En sus poesías, se interesa por describir aspectos de la vida nacional (la vida del campo, la labor agrícola, las aves), aunque sin profundizar en ellos, tratándolos como pinceladas. Sus poemas tienen carácter bucólico, lleno de metáforas, en las cuales inserta el lenguaje vernáculo, propio de su tierra natal. Este recurso es muy utilizado por los poetas de la época, siendo una característica propia del movimiento nacionalista.:

Yo soy un campesino… Las montañas

embalsamaron mi niñez riente;

aprendí de las flautas de la fuente

y de las aves églogas extrañas.

Los vientos que retozan en las cañas

me enseñaron el dístico valiente,

y escuché lo que dijo en la pendiente

la carreta montés a las cabañas.

Fragmento de Vengo del campo.

La influencia modernista lo llevará a enfrentarse con aspectos de la vida donde sobresalen las miserias humanas, aflorando la pobreza y el hambre, notándose entonces una posición antiburguesa, propia del modernismo.

Madres dolorosas de senos enjutos,

que estáis aguardando dentro del bohío

de las esperanzas los inciertos frutos.

¡Noche buena triste! Rasgan el vacío

relámpagos rojos con saña de brutos:

¡sobre la pobreza se acurruca el frío!

Fragmento de Noche buena triste

En este tipo de poemas, Chavarría recurre a fuertes epítetos para resaltar la situación dolorosa del pobre, recursos que están en consonancia con la realidad histórica de la época en la que le tocó vivir.
Con el tiempo, Lisímaco va introduciendo cada vez más recursos modernistas, incluyendo en sus obras temas exóticos, exceso de palabras, poemas extensos, figuras mitológicas, apego a lo foráneo, más propio de la corriente modernista.

Y tú yaces en silencio y sola

del épico monarca del Sixaola;

refiéreme la bárbara contienda

del altivo cacique del Pacacua

hecho un Aníbal en su liza horrenda.

Hermanas de la momia Sesostris

cuya tumba de piedra baña el Nilo,

refiéreme la historia

de tu vida de luz, o acaso negra.
Fragmento de Palabras de la momia

Plasma escenas del carácter nacional y de la naturaleza a la vez que va introduciendo elementos de culturas foráneas y reminiscencias mitológicas, pero intentando rescatar el pasado indígena de Costa Rica utilizando palabras propias de las culturas precolombinas y aludiendo a héroes culturales de los indígenas costarricenses, equiparándolos a los héroes mitológicos clásicos, característica netamente modernista.

Yo vi una alegre fiesta de atavales

echando sobre el céfiro epinicios

ante el trono soberbio de ahuitzol;

precidí los sangrientos sacrificios

en los templos alzados para el Sol.

Las plumas de las garzas y del quioro,

la nota de las quenas,

el dulce modular del yaraví

que finge acentos de profundas penas

me dieron mis vasallos, y el tesoro

mejor del Tisingal y Quiribrí.
Fragmento de Palabras de la momia

En búsqueda de un estilo propio, introduce el tema vernáculo y trata de plasmar el sentimiento popular, intentado reproducir el habla campesina, pero aludiendo al mismo tiempo a temas esotéricos, denotando la influencia modernista con temas orientales y de carácter místico.

Preparan el carbón para el consumo

del bien provisto hogar de las ciudades,

allá donde las aves de alto vuelo

Van a posarse, allá se yergue el humo

de sus quemas, allá en las soledades

que casi tocan el turquí del cielo.

Mira el sol, para todos es lo mismo

Iguales besos de fulgor envía,

Como un padre colmado de bondades,

a los montes, al valle y al abismo,

al perfil de la enhiesta serranía

a la huerta, al herial y a las ciudades,

para el buen sol no existen diferencias;

del Orbe, del Gran Todo, es la pupila

que gira en las astrales eminencias

y lo grande y lo mísero vigila.
Fragmento de Los carboneros.

En lo que se refiere al tema de la muerte, Chavarría sigue la característica modernista de enfrentarla como una transformación, la transmigración del alma, en lugar del final de la existencia.

La muerte es un matiz de la existencia,

morir es florecer en otra forma

la caduca materia se transforma

en ser nuevo, en rosales o en esencia.

Fragmento de Espigas y azucenas.

Se aprecia un anhelo de trascender, donde la existencia tiene más importancia que la muerte misma.

…ella me ha enseñado a despreciar la vida

viviéndola y me ha dicho en su lenguaje

misterioso que la muerte de la materia

humana no es más que un fenómeno de

transformación, que el Cosmos es infinito,

que el Universo nunca muere.
Fragmento de Canción de la muerte.

Chavarría tuvo que enfrentar la crítica de su época, que tildó su obra de exótica y poco natural, debido a su recargada elaboración, y motivado también por el apoyo que se daba al nacionalismo en esa época, marcada por el costumbrismo. Lisímaco incursionó en la poesía costumbrista por breve tiempo. En La muerte del minero, publicado luego de la muerte de su hermano en una mina, el poeta exalta las cosas sencillas, el trabajo diario y el alma humana. En Manojos de guarias, pinta sentimientos y costumbres de la gente campesina de su país.  El poeta hace gala de su origen campesino, rescata las gentes, los colores y los paisajes de su tierra. Este último trabajo le permitió insertarse en el gusto del lector de su tiempo, aunque fue publicado en 1913 de forma póstuma.

Yo tengo sangre indígena; mis vasos

capilares

también ocultan savia de aquella raza

ibérica

que vino ha cuatro siglos a conquistar la

América

mis bisabuelos eran iberos y güetares.
Fragmento de Mi flauta lírica.

### Publicaciones literarias
- Orquídeas (San José, Imprenta Nacional, 1904).
- Nómadas (San José, Imprenta Nacional, 1904).
- Desde Los Andes (San José, Imprenta Alsina, 1907).
- Añoranzas líricas: poema vívido (San José, Imprenta Alsina, 1907).
- Manojo de guarias (San José, Imprenta Moderna, 1913, póstumo).
- Palabras de la momia (San José, Imprenta Alsina, 1919, póstumo).
- Obra Completa (ed. Francisco Rodríguez) (San José, Editorial UCR, 2013).

### Obra derivada
- A la distancia (1925), romanza para canto y piano con versos de Lísimaco Chavarría y música de José Oliva Nogueira